# VY Canis Majoris

Comparació entre les mides del Sol i la VY Canis Majoris.

VY Canis Majoris (VY CMA), és una estrella hipergegant vermella, abans la més gran, i una de les més lluminoses conegudes fins avui dia, localitzada en la constel·lació de Canis Major. Avui dia l'estrella més gran coneguda és UY Scuti.

## Característiques
Hi ha dues opinions diferents en relació amb VY CMA. Una d'elles (segons estudis d'un equip d'astrònoms liderat per Roberta Humphreys pertanyents a la Universitat de Minnesota, i que l'han estudiat a través del Telescopi Espacial Hubble i l'observatori WM Keula (a Hawaii) és que l'estrella és una enorme i lluminosa hipergegant vermella, que inicialment s'ha suposat amb un radi entre 1800 i 2600 radis solars -en aquest cas la seva superfície s'estendria, si se situés en el lloc del Sol, més enllà de l'òrbita de Saturn-, existint estimacions anteriors del seu diàmetre que la consideren encara més gran, amb un radi de 19 unitats astronòmiques, el que equival a 3000 radis solars, molt per sobre del radi màxim que segons els models pot tenir una estrella supergegant vermella. L'altra (amb base en els estudis de Massey, Levesque i Plez), és que l'estrella és una supergegant normal, amb un radi estimat en els 600 radis solars.
Les últimes mesures suggereixen que el seu radi és 1420 ± 120 vegades el del Sol (és a dir, similar al d'altres hipergigantes vermelles com Mu Cephei o V354 Cephei i dins del que les teories d'evolució estel·lar prediuen).
La seva lluminositat, assumint, un radi de 1420 vegades el del Sol, és aproximadament 300.000 vegades superior a la de la nostra estrella.

## Distància
Habitualment s'ha assumit per VY Canis Majoris una distància al Sol d'1,5 kiloparsecs (4.900 anys llum) sobre la base de la seva possible associació amb un núvol molecular proper i al també veí cúmul obert NGC 2362, però, mesures més recents amb ajuda del VLBI donen una distància menor, d'entre 1,14 i 1,2 kiloparsecs, els diàmetres i lluminositats donats dalt assumeixen aquesta última distància.